# Johannes Hijzelendoorn
Johannes Antonius Jacobus Hijzelendoorn (conocido como Jan Hijzelendoorn; Ámsterdam, 20 de marzo de 1929-Uithoorn, 22 de octubre de 2008) fue un deportista neerlandés que compitió en ciclismo en la modalidad de pista. Ganó una medalla de bronce en el Campeonato Mundial de Ciclismo en Pista de 1950, en la prueba de velocidad individual.

## Medallero internacional
| Campeonato Mundial | Campeonato Mundial | Campeonato Mundial | Campeonato Mundial       |
| Año                | Lugar              | Medalla            | Competición              |
| ------------------ | ------------------ | ------------------ | ------------------------ |
| 1950               | Rocourt (Bélgica)  | Medalla de bronce  | Velocidad individual (A) |